# پوتینیانو
پوتینیانو (به ایتالیایی: Putignano) یک منطقهٔ مسکونی در ایتالیا است که در استان باری واقع شده‌است.

## خصوصیات
پوتینیانو ۹۹٫۱۱ کیلومترمربع مساحت و ۲۷٬۳۹۴ نفر جمعیت دارد و ۳۷۲ متر بالاتر از سطح دریا واقع شده‌است.

## خواهرخوانده
شهرهای ویسالیا، کالیفرنیا و گخ خواهرخوانده‌های پوتینیانو هستند.